# Narella japonensis
Narella japonensis is een zachte koraalsoort uit de familie Primnoidae. De koraalsoort komt uit het geslacht Narella. Narella japonensis werd in 1931 voor het eerst wetenschappelijk beschreven door Aurivillius. 